# Peter Císar
Peter Císar (* 16. června 1954), často uváděný jako Peter Cisár, je slovenský fotbalový trenér a bývalý prvoligový obránce. Žije v Trnavě.

## Fotbalová kariéra
V československé lize hrál za Spartak Trnava. Nastoupil v 5 ligových utkáních. Gól v lize nedal.

## Ligová bilance
| Ročník                                   | Zápasy | Góly | Minuty | Klub           |
| ---------------------------------------- | ------ | ---- | ------ | -------------- |
| 1. československá fotbalová liga 1975/76 | 2      | 0    | 98     | Spartak Trnava |
| 1. československá fotbalová liga 1976/77 | 3      | 0    | 244    | Spartak Trnava |
| CELKEM 1. liga                           | 5      | 0    | 342    |                |